# 南池田駅
南池田駅（みなみいけだえき）は、かつて長野県北安曇郡池田町にあった池田鉄道の駅（廃駅）である。

## 歴史
- 1926年（大正15年）9月21日：池田鉄道の全通により開業[1]。
- 1938年（昭和13年）6月6日：廃線により廃止[2]。

## 駅構造
単式ホーム1面1線を有した。

## 駅周辺
現在の南一丁目バス停付近に存在した。

## 駅跡
線路跡は道路になり、ホームなどは個人の住宅の外壁に取り込まれている。

## 周辺
2025年時点では田畑や宅地が目立つ。

## 隣の駅
池田鉄道
柏木駅 - 南池田駅 - 信濃池田駅